# Zöld skapuláré
A római katolikus egyház szentelményei közé tartozik több szerzetesrend skapuláréja (vállruhája). Ezek közül az egyik legismertebb a zöld skapuláré. A zöld skapulárét mindenki viselheti, aki bízik Szűz Mária segítségében. Adható katolikusok részére, de más vallásúaknak is és a világiak által is terjeszthető. Meg kell áldatni egy pappal, mielőtt viselni kívánja valaki, de felvétele nincs olyan ünnepélyes áldáshoz kötve, mint például a karmeliták barna skapuláréja. Minden pap megáldhatja különösebb formula alkalmazása nélkül.

## A zöld skapuláré története

### Justine Bisqueyburu
Justine Bisqueyburu 1817. november 11-én született, Mauléonban, Dél-Franciaországban. Már egész fiatalon úgy érezte, hogy szerzetesi hivatása van és különösképpen a betegápolásban felelhet meg Isten akaratának. Ezért belépett a vincés nővérek Pauban lévő házába, Dél-Franciaországban. Három hónappal később Párizsba küldték a rue du Bac kolostorába, hogy ott töltse noviciátusát. 1839. november 27-én érkezett oda, éppen kilenc évvel később, hogy a Szent Szűz Labouré Katalinnak ugyanitt megjelent. Ott azonban senki sem beszélt akkoriban Katalin nővérről, aki teljes ismeretlenségben dolgozott Enghienben az idősek otthonában.

### Az első jelenések
Két hónap telt el és közben megkezdődött a noviciátus. Justine nővér imádságba merülten éppen a kápolna feletti tanácsteremben tartózkodott 1840. január 28-án, amikor megjelent előtte a Szent Szűz. Szűz Máriát fehér ruhában és kék palástban látta. Nem volt fátyol a fején, a haja a válláig ért. Két kezében tartotta lángoló Szívét. Justine nővér többször is szemlélhette noviciátusa alatt a Szent Szüzet lángoló Szívével.

### A zöld skapuláré átadása

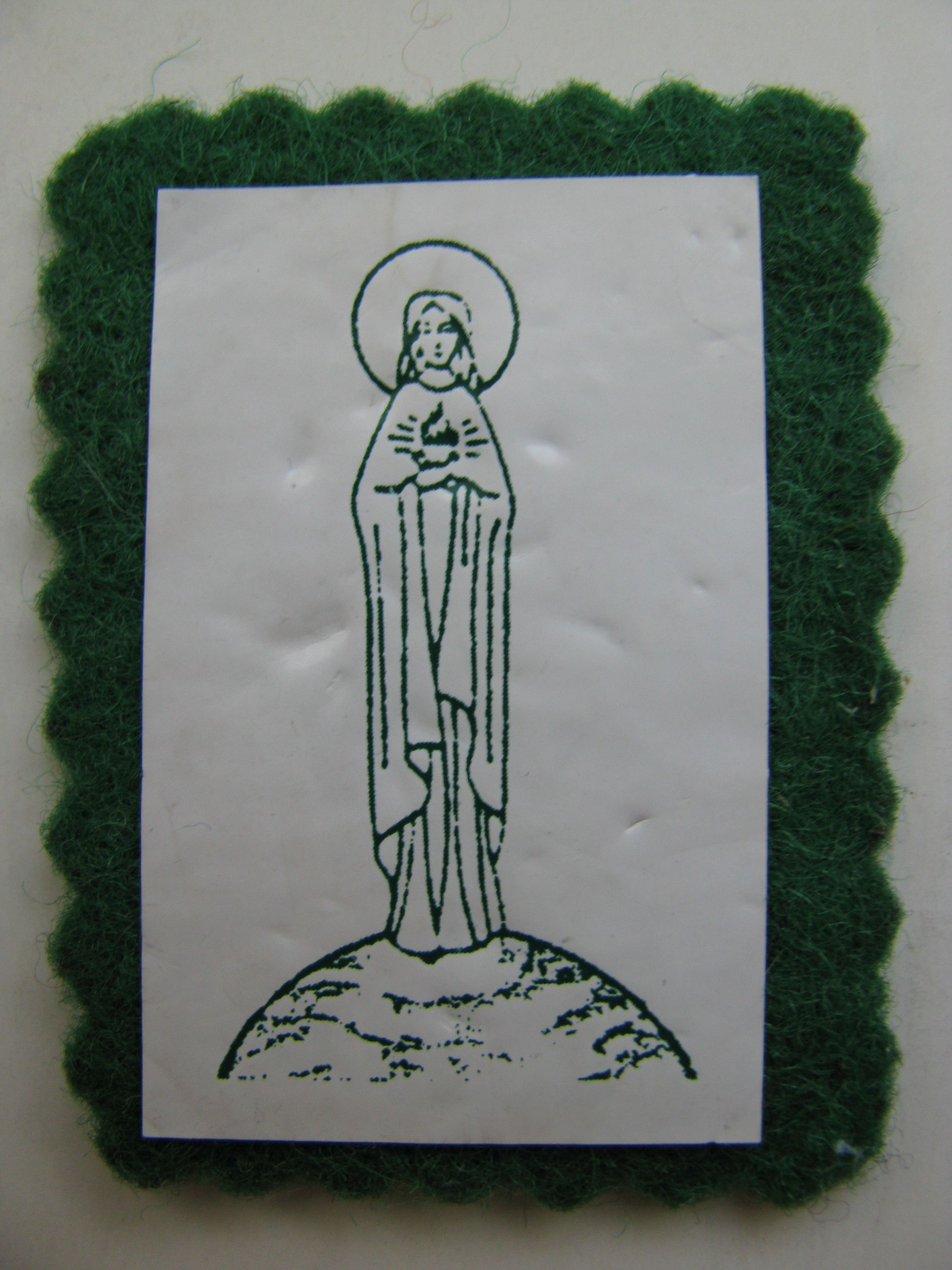
A zöld skapuláré előlapja

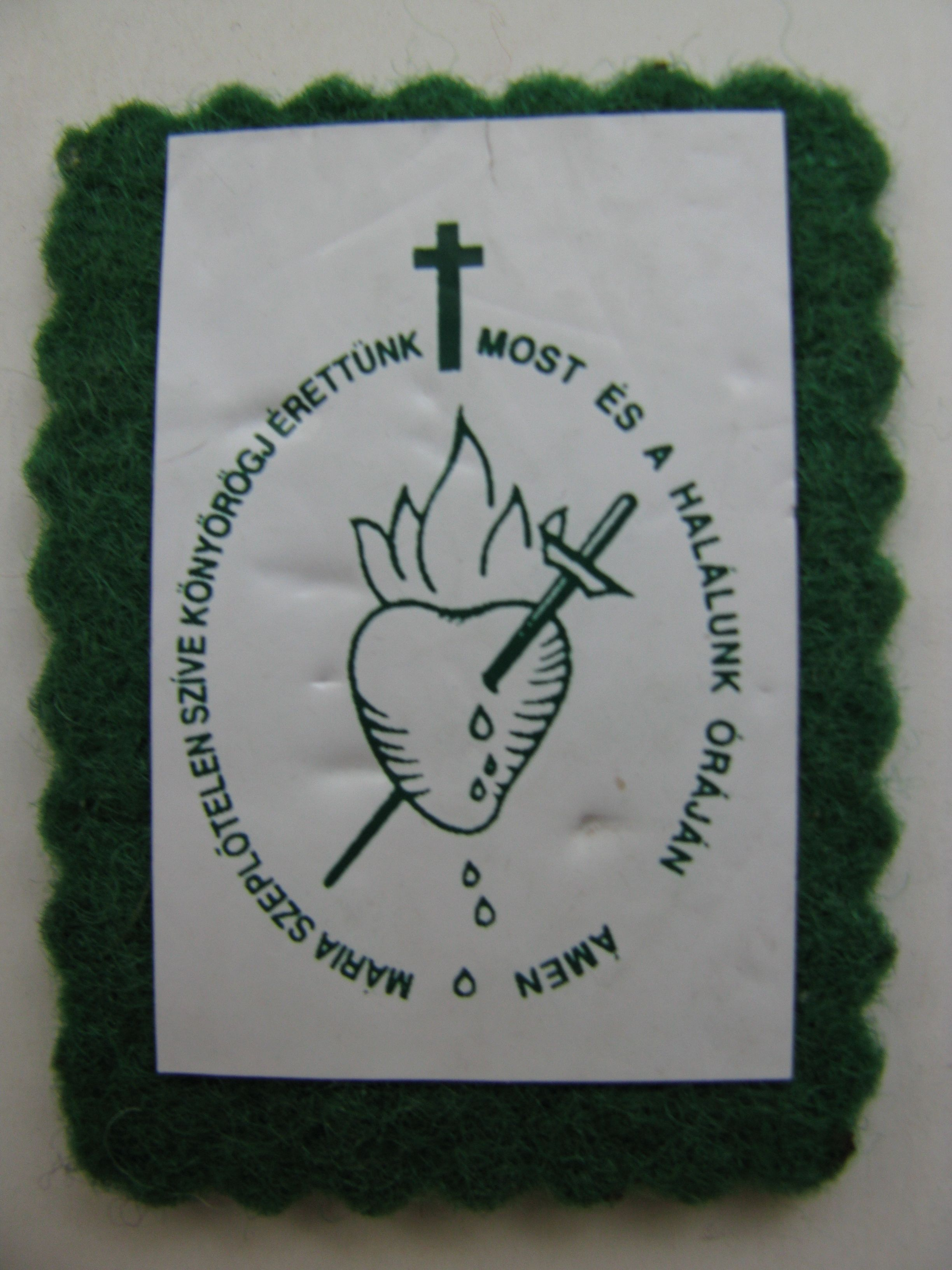
A zöld skapuláré hátoldala

Még ugyanabban az évben Blangyba, Normandiába helyezték a fiatal nővért, ahol Szűz Mária újból meglátogatta. 1840. szeptember 8-án, amikor Justine nővér éppen imádkozott, hirtelen maga előtt látta Szűz Máriát ugyanolyan öltözetben, mint a korábbi Mária-jelenések alkalmával, azzal a különbséggel, hogy jobb kezében a Szívét, bal kezében pedig egy kis zöld skapulárét tartott. A nővér meg tudta figyelni, hogy a zöld skapuláré egyik oldalán Szűz Mária alakja áll éppen úgy, ahogy ő is látta, a másik oldalon pedig tőrrel átdöfött lángoló Szíve a következő felirattal:

A nővér ezzel együtt azt is megtudta lelkében, hogy a zöld skapuláré különösen azoknál a hitetlen embereknél hatékony, akik közel állnak a halálhoz.

### A zöld skapuláré elismerése
Bisqueyburu nővér közölte ezt a jelenést noviciamesterével, és ő átadta az üzenetet az igazgatónak, Jean-Marie Aladel tisztelendő úrnak, akire annak idején Labouré Szent Katalin nővér bízta az üzenetet a Csodás Éremről. Az óvatos atya először csak néhány skapulárét csináltatott. Amikor azonban későbbi jelenéseiben, különösen 1846-ban Szűz Mária sürgette, hogy ezt a kegyelmi ajándékot buzgóbban terjesszék, megengedte, hogy elkészítsék és terjesszék. 
A hatás nem maradt el. Istennel kibékülve haltak meg azok a betegek, akik már évek óta nem jártak templomba, miután a vincés nővérek észrevétlenül a párnájuk alá rejtették, vagy ágyukra erősítették azt. Többek között Dufés nővér jelentette, miképpen térítette meg a zöld skapuláré segítségével Affre érsek (+1848) gyilkosát 1859-ben röviddel halála előtt. Használatával csodás gyógyulások is történtek.
Ezektől a jelektől felbátorítva kérte a rend prokurátora 1870-ben a pápától a zöld skapuláré elismerését, amit IX. Piusz pápa április 3-án pápai vizsgálat után megadott.

### Justine nővér titka
Justine nővér 1841-ben tanítónővérként Versaillesbe, 1855-ben betegápolóként Konstantinápolyba, majd Val-de-Grace-ba küldték a katonakórházba. Később, mint főnöknő vezetett Rennes-ben, Algériában, Rómában a Carcassonne-ban vincés kolostorokat. Az utóbbi helyen maradt 1868-tól 1903-ig. Titkát, hogy a zöld skapulárét rajta keresztül adta Mária, élete végéig megőrizte.

### Zöld skapuláré ima
Mária Szeplőtelen Szíve,

könyörögj érettünk

most és halálunk óráján!

Ámen.

(Utána 3 Üdvözlégy és 3 Dicsőség)

## Külső eszközök
- Lélelkmentő füzetek [halott link] - megrendelhetők a Pax Kiadónál
- Pax Kiadó: http://www.pax-international.hu%5B%5D [halott link]